# Liste der Ortschaften im Bezirk Mödling
Die Liste der Ortschaften im Bezirk Mödling enthält die Gemeinden und ihre zugehörigen Ortschaften im niederösterreichischen Bezirk Mödling (in Klammern stehen die Einwohnerzahlen zum Stand 1. Jänner 2024).
Kursive Gemeindenamen sind keine Ortschaften, in Klammern der Status Markt bzw. Stadt. Die Angaben erfolgen im offiziellen Gemeinde- bzw. Ortschaftsnamen, wie von der Statistik Austria geführt.
- Achau (1.691)

- Biedermannsdorf (Markt, 3.148)

- Breitenfurt bei Wien (Markt, 6.016)

- Brunn am Gebirge (Markt, 12.301)

- Gaaden (1.598)

- Gießhübl (2.474)

- Gumpoldskirchen (Markt, 4.024)

- Guntramsdorf (Markt, 9.366)

- Hennersdorf (1.542)

- Hinterbrühl (Markt, 3.327)
  - Sparbach (254)
  - Wassergspreng (22)
  - Weissenbach bei Mödling (292)

- Kaltenleutgeben (Markt, 3.312)

- Laab im Walde (1.119)

- Laxenburg (Markt, 3.060)

- Maria Enzersdorf (Markt, 8.791)

- Mödling (Stadt, 20.580)

- Münchendorf (3.219)

- Perchtoldsdorf (Markt, 14.909)

- Vösendorf (Markt, 7.678)

- Wiener Neudorf (Markt, 9.628)

- Wienerwald
  - Dornbach (222)
  - Grub (605)
  - Gruberau (138)
  - Sittendorf (690)
  - Stangau (229)
  - Sulz im Wienerwald (885) (Hauptort)
  - Wöglerin (144)